# Kamado Tanjirō no uta
Kamado Tanjirō no uta (竈門炭治郎のうた? lett. "Canzone di Tanjiro Kamado") è un singolo del compositore giapponese Gō Shiina feat. Nami Nakagawa, pubblicato il 30 agosto 2019. È stato usato come inserto della serie televisiva anime Demon Slayer - Kimetsu no yaiba prodotta da Ufotable.

## Descrizione
La canzone è stata composta da Gō Shiina, che è anche coinvolto nella produzione della musica di sottofondo. Nami Nakagawa, che ha cantato la canzone, ha partecipato come corista in varie scene dell'anime.
I testi della canzone sono stati scritti da Ufotable. Essa esprime la determinazione del personaggio principale, Tanjiro Kamado, che si alza dalla disperazione e lotta per proteggere la sorella minore Nezuko. Manga.Tokyo ha elogiato la canzone, affermando che «era un buon modo per finire la narrazione sui fratelli Kamado». La canzone è stata usata nella scena culminante e nel finale dell'episodio 19 "Il dio del fuoco".
In generale, la maggior parte dei brani inseriti sono solo raccolte di colonne sonore che riassumono la musica di sottofondo, ma dopo la trasmissione dell'anime, molte persone hanno richiesto la versione completa del brano alla produzione, generando un'insolita vendita dei download relativi ad essa.
La canzone è stata eseguita per la prima volta durante il programma "CDTV Live! Live! Christmas 4 Hours Special" di TBS TV, trasmesso in diretta il 21 dicembre 2020. Il 30 dicembre dello stesso anno è stata invece eseguita dal vivo presso la stessa stazione radiofonica durante il "62nd Shining! Japan Record Awards".